# Max Hartmann (Chemiker)
Max Hartmann (* 1884 in St. Gallen; † 2. Februar 1952 in Riehen) war ein Schweizer Chemiker.
Max Hartmann war der Enkel des Ingenieurs Friedrich Wilhelm Hartmann und Sohn des Anwalts und Kantonsrichters in St. Gallen Horaz Hartmann. Max Hartmann besuchte in St. Gallen die Schule und studierte Chemie an der ETH Zürich und der Ludwig-Maximilians-Universität München, wo er bei Otto Dimroth 1908 mit einer Arbeit über Farbstoffe promovierte. 1909 ging er  zur Ciba in Basel, wechselte aber bald darauf wieder nach München zu einem Unternehmen für Malzfabrikation. Erst 1915 ging er wieder zur Ciba als Leiter der pharmazeutischen Forschung.
Er trug wesentlich dazu bei, die Ciba AG als Pharmaunternehmen zu internationalem Ruf zu führen. Gleich eines seiner ersten Medikamente Coramin (1918), das Diäthylamid der Nikotinsäure, war erfolgreich. Mit Albert Wettstein, den er zu Ciba holte, gelang ihm die Isolierung von Progesteron und er förderte die Forschung zu weiblichen Sexualhormonen und Steroidhormonen bei Ciba. Unter den Sulfonamiden wurde Cibazol (Sulfathiazol) (1938) und Elkosin (ein Pyrimidin-Derivat) entwickelt. 
Er entdeckte auch die anatogonistische Wirkung von Privin (Naphazolin), das gefässverengend wirkt, und Priscol (gefässerweiternd). Beide sind Methylimidazolin-Derivate von Benzol und Naphthalin und wurden 1935 entwickelt. Er entwickelte Sapamine (saure Seifen) als Desinfektionsmittel.
Er war mehrere Jahre Vorstand und später Ehrenmitglied der Schweizerischen Chemischen Gesellschaft und Ehrenmitglied der Schweizerischen Akademie der Medizinischen Wissenschaften, an deren Gründung er beteiligt war. 1939 wurde er Ehrendoktor der Universität Basel (Dr. med. h.c.) und 1948 der ETH Zürich (Dr. sc. techn. h.c.). 1942 wurde er Ehrendoktor von Rorschach. Er war seit seiner Zeit in München, wo ein Verwandter im Kunsthandel war, Kunstsammler.